# Baraguá
Baraguá è un comune di Cuba, situato nella provincia di Ciego de Ávila.